# Politiquement inepte
Politiquement inepte (France) ou À droite, toute ! (Québec) (Politically Inept, With Homer Simpson)  est le 10e épisode de la saison 23 de la série télévisée Les Simpson.

## Synopsis
Les Simpson prennent l'avion pour se rendre à un mariage, mais ils doivent attendre le décollage pendant plus de 7 heures. N'y tenant plus, Homer voudrait se rendre aux toilettes, mais les hôtesses de l'air refusent. Excédé, il hurle à tous les autres passagers ce qu'il a toujours voulu dire de négatif sur les compagnies aériennes. Bart, lui, filme toute la scène et l'envoie sur internet. Bientôt, la vidéo est visionnée des millions de fois, et le monde entier parle d'Homer. Invité à la télévision, il vole la vedette au présentateur de l'émission avec son franc parler. Un producteur lui confie alors son propre show télévisé sur la politique, pour sa manière de parler à l'américain moyen.

## Références culturelles

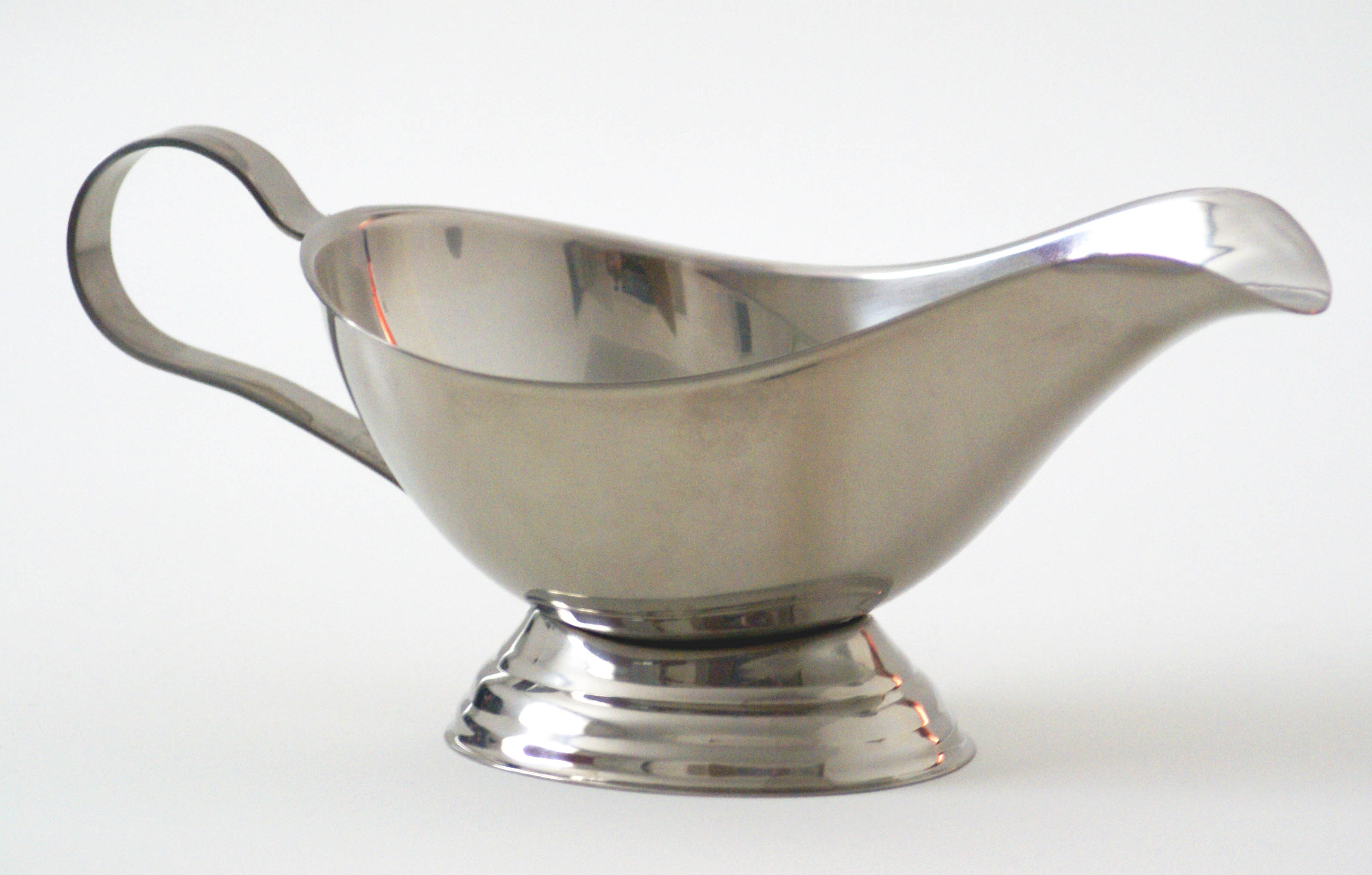
Une grande saucière d'inox n'est pas sans rappeler un casque de uhlan, et, bien campée sur la tête des citoyens mécontents (avec la poignée en arrière), donne un incontestable côté martial à leurs défilés

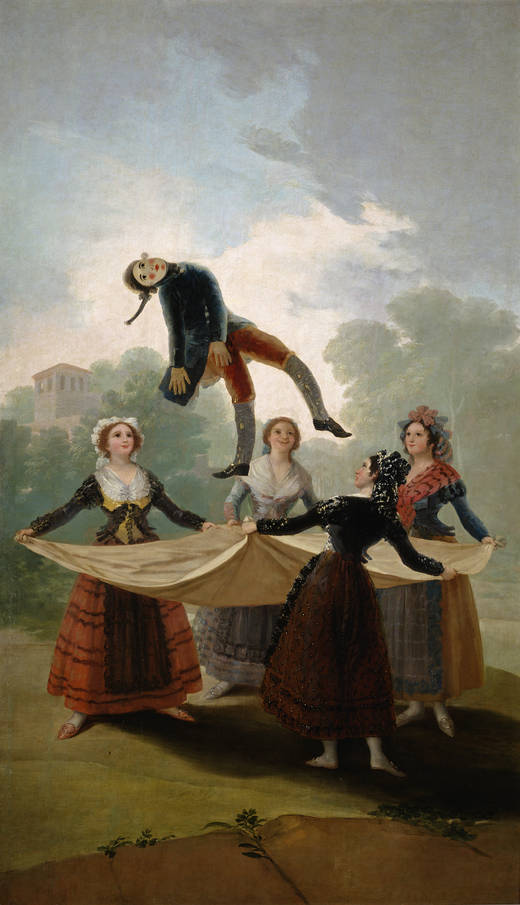
Emprunts culturels hispaniques : le bernement (cf Goya et Cervantes) apparait moins souvent dans "Les Simpson" que le bâtonnage d'une victime suspendue dans un arbre comme une piñata